# Zorzines acutipapillata
Zorzines acutipapillata är en fjärilsart som beskrevs av Inoue 1988. Zorzines acutipapillata ingår i släktet Zorzines och familjen nattflyn. Inga underarter finns listade i Catalogue of Life.